# Ángela Loij
Ángela Loij, (née vers 1900 et morte le 28 mai 1974), est la dernière femme représentante du peuple amérindien selknam de la Terre de Feu.

## Biographie

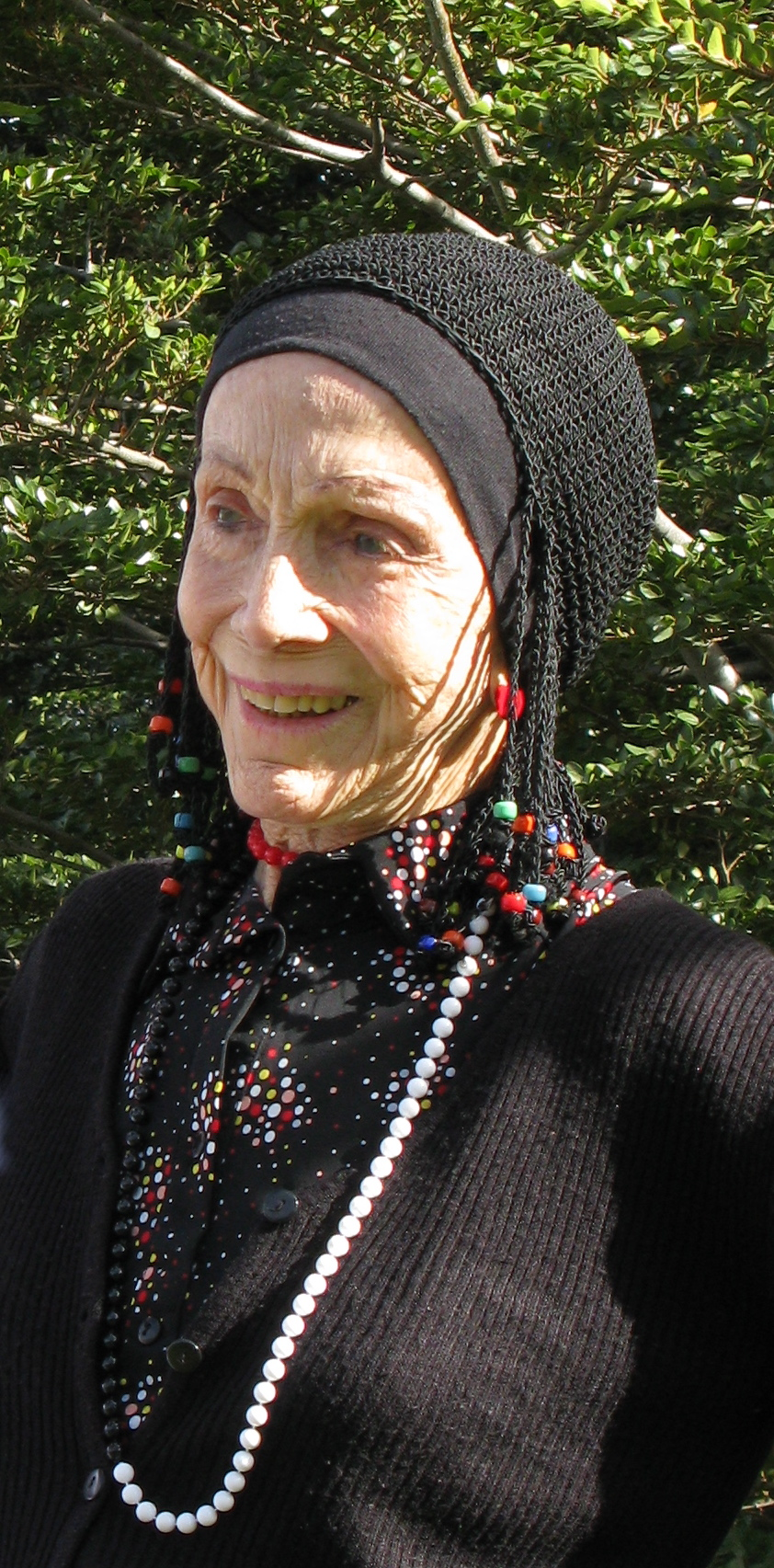
Anne Chapman (ici en 2009), l'anthropologue qui a étudié son cas.

Les Onas, ou Selknam, ont été décimés par la perte de leur habitat, les maladies européennes et le génocide selknam. En tant que dernière représentante femme de ce peuple, Ángela Loij a été étudiée par l'anthropologue Anne Chapman. Loij est née dans une ferme du nom d'Estancia Sara, au nord de Río Grande, où son père a travaillé comme berger.